# Grotowo (gromada)
Grotowo – dawna gromada, czyli najmniejsza jednostka podziału terytorialnego Polskiej Rzeczypospolitej Ludowej w latach 1954–1972.
Gromady, z gromadzkimi radami narodowymi (GRN) jako organami władzy najniższego stopnia na wsi, funkcjonowały od reformy reorganizującej administrację wiejską przeprowadzonej jesienią 1954 do momentu ich zniesienia z dniem 1 stycznia 1973, tym samym wypierając organizację gminną w latach 1954–1972.
Gromadę Grotowo z siedzibą GRN w Grotowie utworzono – jako jedną z 8759 gromad na obszarze Polski – w powiecie iławeckim w woj. olsztyńskim na mocy uchwały nr 14 WRN w Olsztynie z dnia 4 października 1954. W skład jednostki weszły obszary dotychczasowych gromad Grotowo i Dobrzynka oraz miejscowości Stega Mała, Samotnik, Meszniak, Włodkowo i Ciszyna z dotychczasowej gromady Kwiatkowo ze zniesionej gminy Bukowiec w tymże powiecie. Dla gromady ustalono 9 członków gromadzkiej rady narodowej.
Gromadę zniesiono 1 stycznia 1958, a jej obszar włączono do gromad: Bukowiec (wieś Grotowo, osady Porąbki, Wierzbięcin i Włodkowo oraz PGR Włodkowo), Pluty (wieś Dobrzynka oraz PGR Okopek) i Kandyty (PGR-y Stega Wielka, Meszniak i Stega Mała oraz osady Samotnik i Stare Stegny) w tymże powiecie.